# Castello di Roudnice nad Labem
Il castello di Roudnice nad Labem (in ceco Zámek Roudnice nad Labem), anche noto come castello di Lobkowicz, si trova nell'omonimo, comune nel Distretto di Litoměřice, Regione di Ústí nad Labem in Repubblica Ceca. Si tratta di un importante complesso urbanistico barocco, principale punto di riferimento architettonico della città risalente al XVII secolo situato sulla riva del fiume Elba.

## Storia

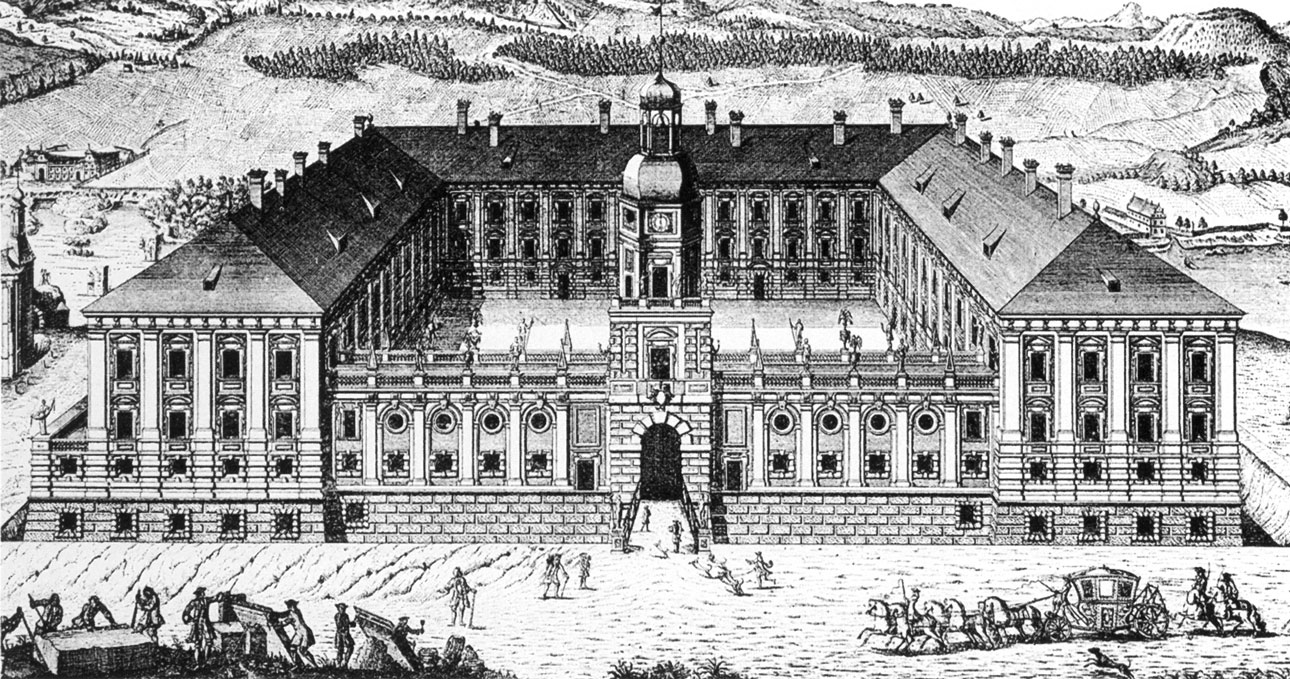
Castello di Roudnice nad Labem in una stampa del 1710

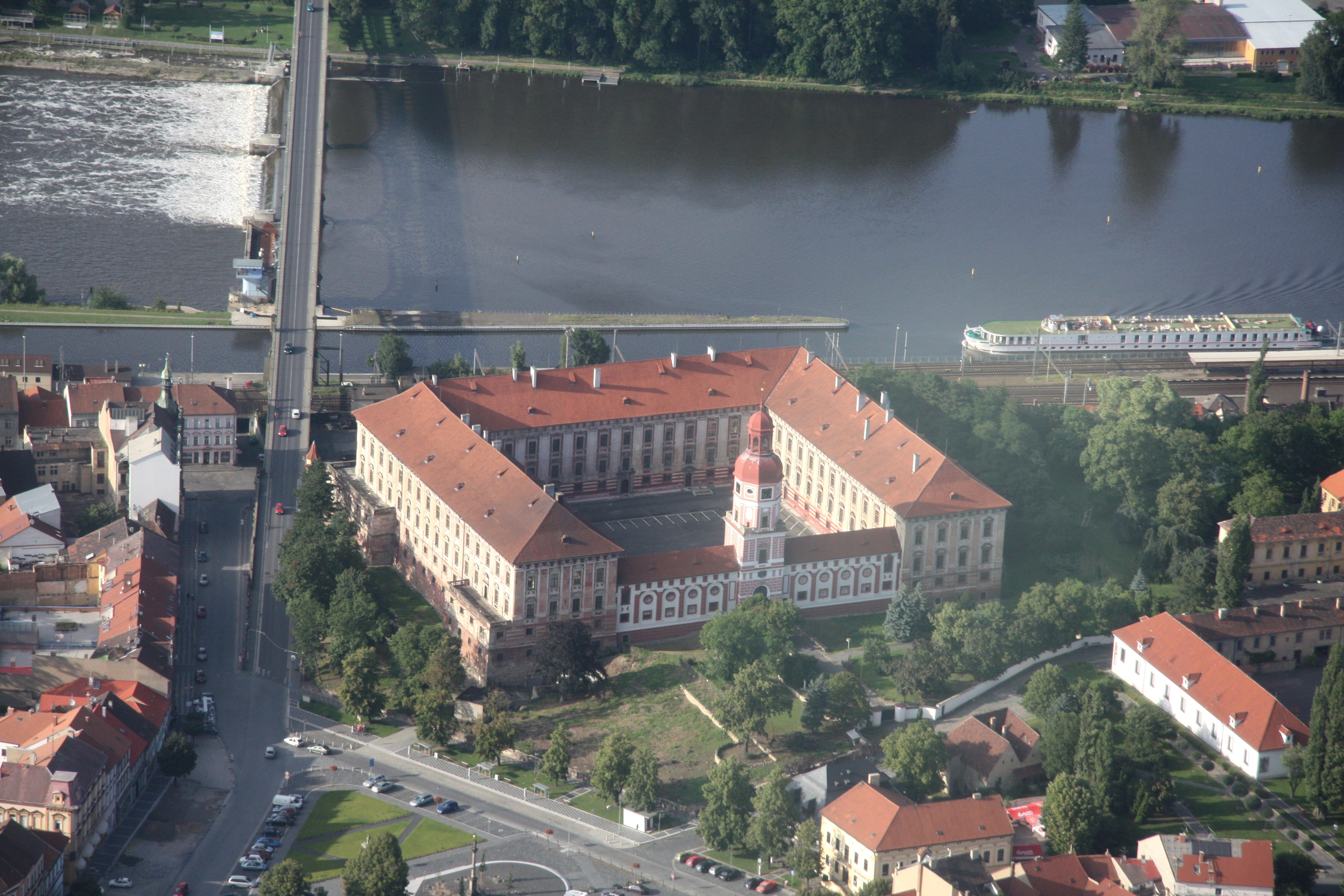
Immagine aerea del castello

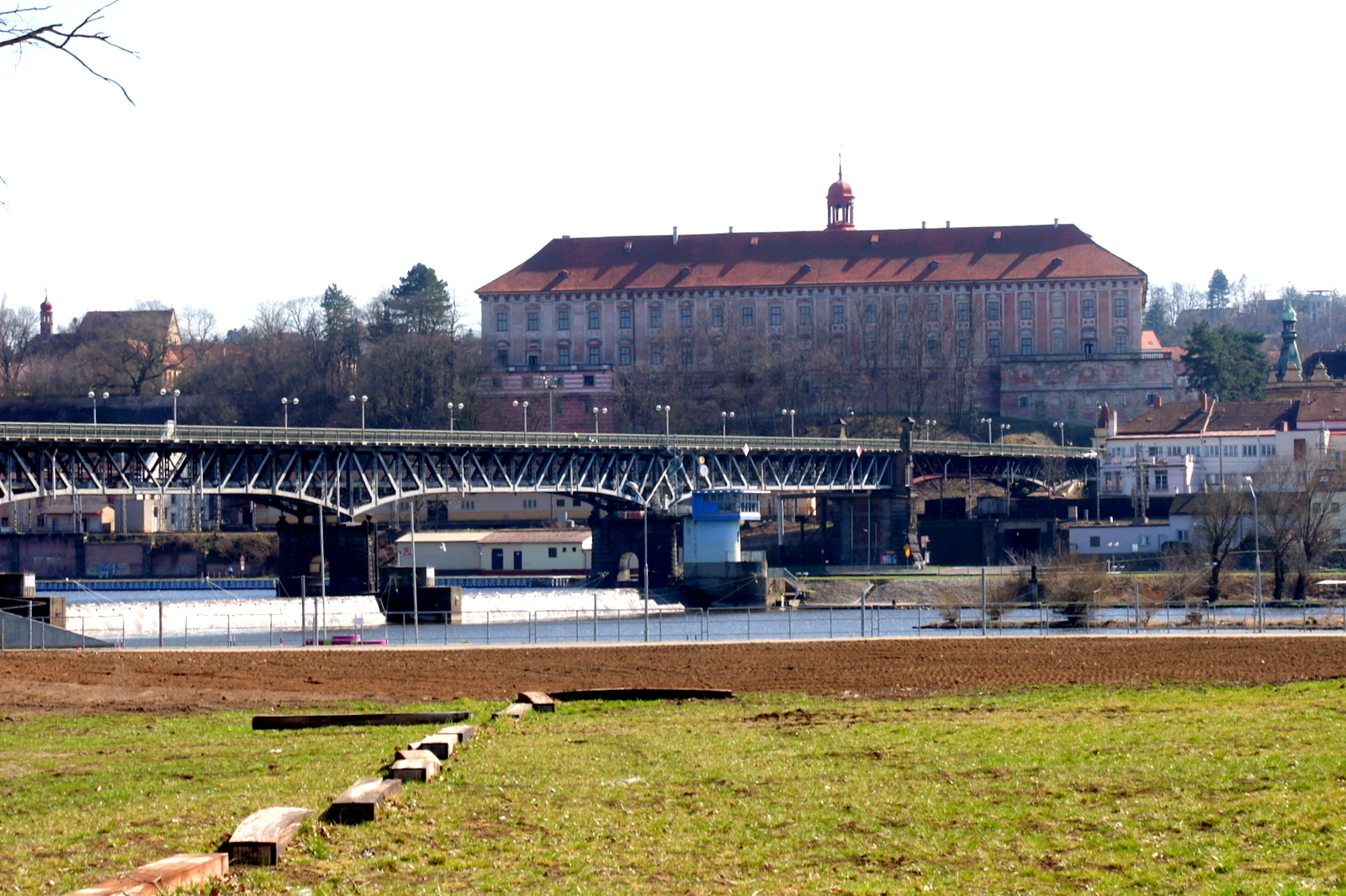
Il castello visto dall'altra sponda dell'Elba

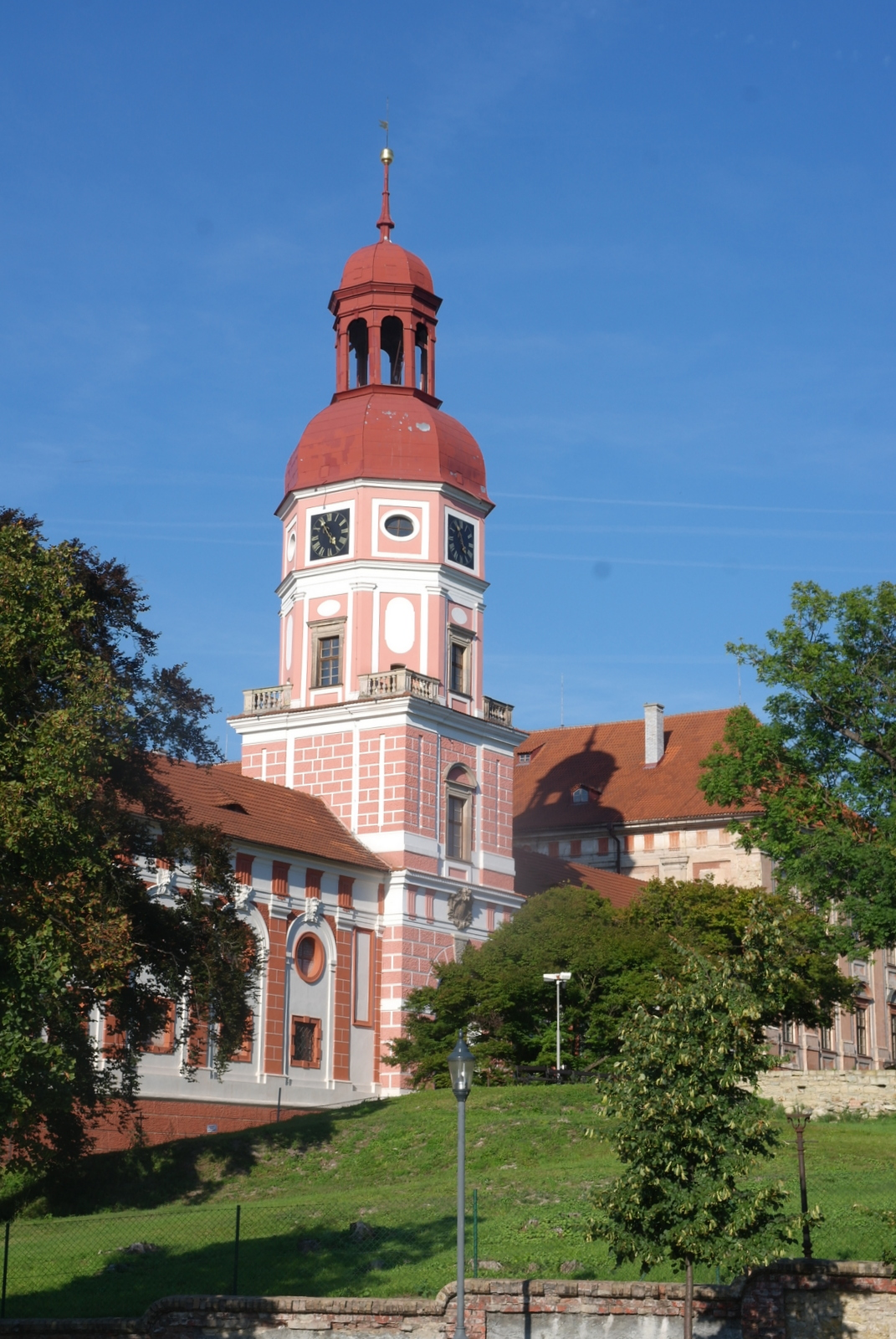
Particolare della torretta sulla facciata posteriore

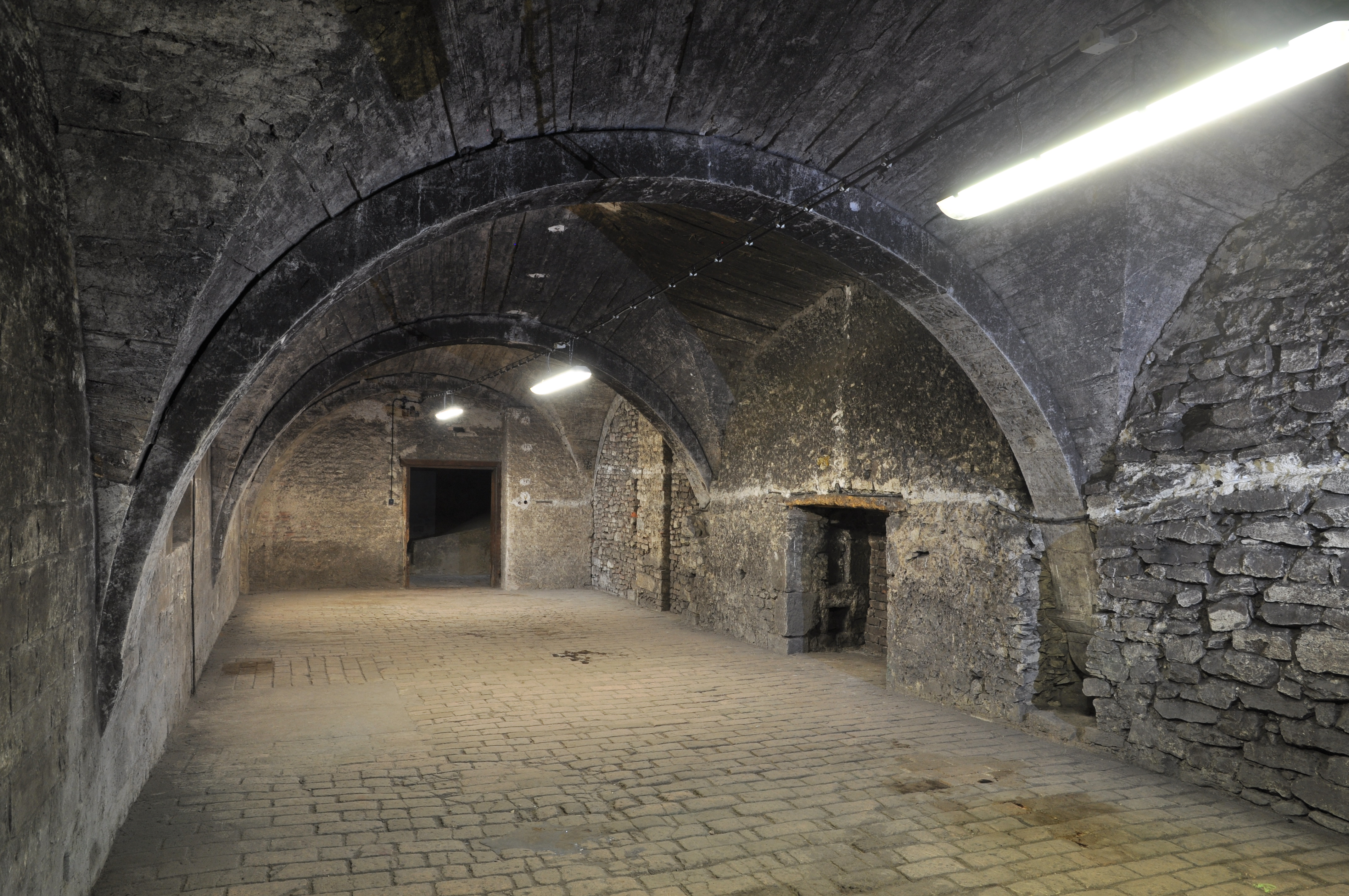
Interno del castello, residuo della primitiva struttura romanica

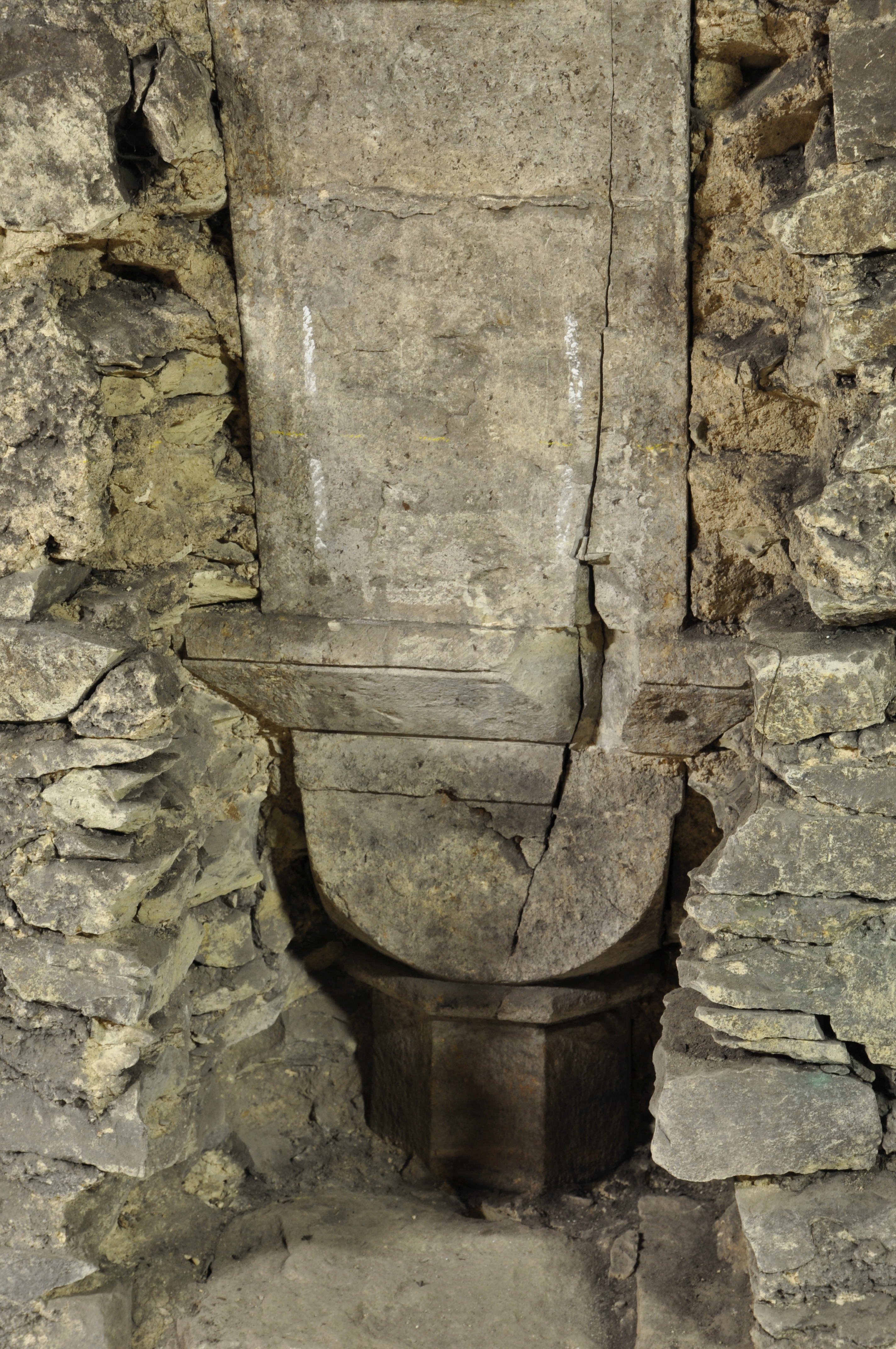
Una colonna romanica della primitiva struttura

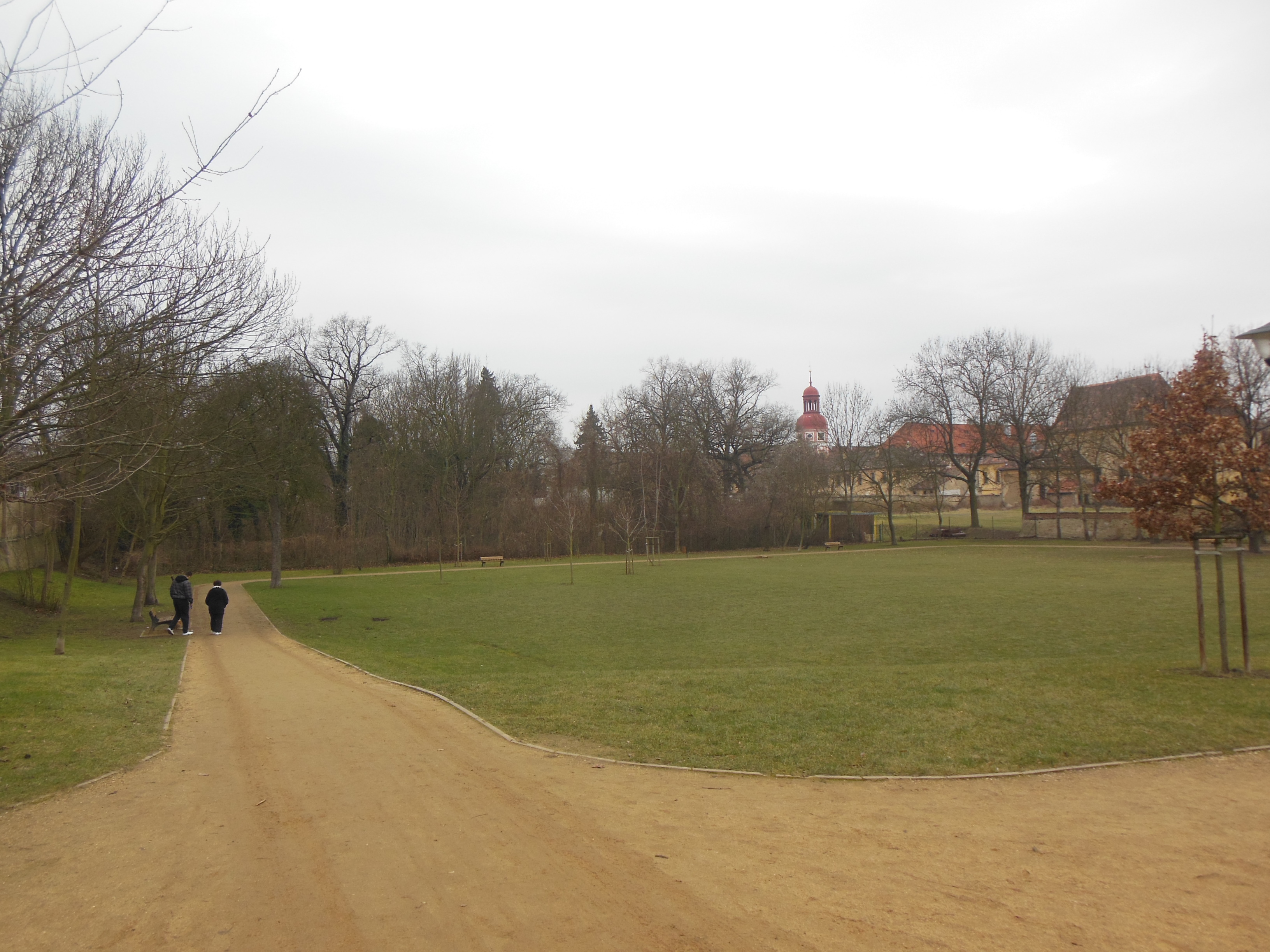
Particolare del grande parco

Il luogo di costruzione del primo castello romanico non venne scelto a caso poiché si trattava di una posizione strategicamente molto vantaggiosa che permetteva di controllare il traffico sul fiume Elba e il suo attraversamento sulla cosiddetta via Lužické. La prima fortificazione risale probabilmente al X secolo, il castello di guardia Přemysl. Di questo originario castello romanico si conserva la cinta muraria rafforzata da diversi torrioni e un ampio salone terreno che si trova al livello del cortile. Questa grande aula a due navate era chiusa da dieci campi di volte a crociera vetrate su pilastri centrali. Il palazzo originale comprendeva anche una piccola cappella che era situata in una delle torri. Le informazioni precise su questo edificio non sono molto esaurienti, sembra che il palazzo continuasse più a est e fosse sormontato da una massiccia torre circolare. Dai resti che ci sono pervenuti risulta evidente che si trattava di un edificio notevole e che i suoi committenti, i vescovi di Praga ai quali all'epoca apparteneva Roudnice, avessero particolarmente seguito le fasi costruttive. Non è possibile determinare con certezza chi fu il vescovo a decidere per primo tale costruzione ma sembra essere stato Daniel, che resse la diocesi tra il 1148 e il 1167, oppure Enrico Bratislao III di Boemia, vescovo di Praga tra il 1182 e il 1197. Il castello fu la sede preferita della maggior parte dei vescovi e in seguito anche degli arcivescovi. Nel 1425 il castello resistette alle guerre con gli hussiti ma i problemi economici che ne seguirono costrinsero l'allora arcivescovo Konrád z Vechty a venderlo. Il primo signore ad acquistarlo fu Jan Smiřický e dopo di lui ne seguirono molti altri, che apportarono grandi cambiamenti alla struttura. All'inizio della seconda metà del XVI secolo, sotto Jan Tarnovský di Tarnov, fu costruita da maestri italiani l'ala orientale. Ulteriori modifiche vennero realizzate quando il proproetario divenne Guglielmo di Rožmberk nel 1575. In seguito, per via ereditaria, nel 1603 il signore divenne Zdenek Adalbert von Lobkowicz, primo principe di Lobkowicz e il castello venne ulteriormente ampliato con una nuova ala ovest conferendo alla struttura una tipica pianta trapezoidale chiusa. Con Wenzel Eusebius von Lobkowicz l'antica fortezza venne completamente modificata e dal 1652 venne realizzata una radicale ricostruzione dell'area originaria. Vennero invitati alcuni architetti italiani per tale realizzazione, e il primo fu Pietro Colombo, che si limitò a ristrutturare i locali esistenti. Successivamente Francesco Caratti intervenne in modo più radicale progettando una pianta regolare con quattro ali attorno ad un cortile rettangolare chiuso. Caratti però poté solo visionare i lavori preparatori e la realizzazione dei piani inferiori dell'ala orientale. A lui successe Carlo Orsolini, che però morì poco dopo, e quindi la direzione dei lavori andò ad Antonio della Porta, che concluse nel 1684 la costruzione iniziata ancora nel 1652. Il castello venne subito arredato con mobili di grande pregio e vi fu sistemata l'importante biblioteca Lobkowicz. In questa biblioteca, nel XVII secolo, fu trasferita la famosa collezione di manoscritti dello scrittore e umanista boemo Bohuslav Hasištejnský z Lobkovic, l'archivio della famiglia e la collezione di opere d'arte dei Lobkowicz, che comprendeva la collezione di armi, una grande raccolta di oggetti italiani e delle Fiandre, porcellane, argenti, vetri lavorati, miniature e mobili di Delft. Nel castello si trovava anche la famosa collezione di dipinti Roudná, nata dall'unione delle gallerie d'arte Rožmberk, Pernštejn e Lobkowicz, con la collezione di ritratti di pittori spagnoli, olandesi e mitteleuropei. Durante la seconda guerra mondiale il castello venne requisito dalle forze occupanti tedesche ed utilizzato come caserma. Con la fine del conflitto divenne proprietà statale e fu restituito al legittimo proprietario Martin Lobkowicz solo nel 1992. Fino al 2008 continuò ad ospitare il conservatorio militare.

## Descrizione
Il castello si trova a Roudnice nad Labem, comune della Regione di Ústí nad Labem in Repubblica Ceca. La grande struttura si trova vicina al fiume Elba ed è costituita dal grande palazzo posto su un promontorio non molto alto sopra il fiume e circondato dal suo giardino che comprende anche l'ex fossato compreso dal muro di cinta. Le facciate delle tre ali residenziali al piano terra sono decorate a bugnato a listelli, mentre i piani superiori sono caratterizzati da lesene. Tutti gli edifici hanno un cornicione sorretto da mensole a voluta. All'ala nord si accede attraverso il portale principale inserito in un'edicola colonnata con trabeazione rettilinea. I portali minori sono rettangolari con frontoni segmentati. Nelle sale interne si conserva la biblioteca Lobkowicz con la collezione di manoscritti di Bohuslav Hasištejnský z Lobkovic, l'archivio della famiglia e la collezione di opere d'arte oltre alla collezione di armi. Le altre parti del complesso si trovano su un'area approssimativamente rettangolare del cortile a est e sud-est e comprendono magazzini, un maneggio e un deposito per le carrozze. La parte orientale dell'area del castello è costituita da vivai e da una cantina. Nella parte orientale si trova il convento dei Cappuccini con il cosiddetto Giardino dell'Eden. Nella chiesa di San Venceslao, a sud,  si trova la cappella funeraria gentilizia. La cappella fu costruita per le sepolture dei membri della famiglia Lobkowicz. Il convento dei Cappuccini di San Venceslao è il secondo convento dei cappuccini più antico della Boemia.

### Monumento culturale della Repubblica Ceca
La tutela dei monumenti della Repubblica Ceca considera il complesso del castello di Roudnice nad Labem col suo parco e la sua chiesa del convento dei cappuccini un monumento culturale nazionale tutelato col numero di catalogo 1000143867.